# الحريف (فلم)
الحريف هو فيلم دراما مصري صدر سنة 1983، من تأليف وإخراج محمد خان، وسيناريو بشير الديك، وإنتاج داليا فيلم، ومن بطولة عادل إمام، فردوس عبد الحميد، عبد الله فرغلي، زيزي مصطفى، نجاح الموجي، فاروق يوسف، صبري عبد المنعم، وحمدي الوزير. تدور الأحداث حول عامل مصنع أحذية، طُرد بسبب إهماله واهتمامه بالمراهنات على كرة القدم، منفصل عن زوجته التي ترفض عودته، ويعرض عليه صديقه فرصة عمل في معرض سيارات.
يحتل الفيلم المركز 91 في قائمة أهم مئة فيلم عربي.

## قصة الفيلم
فارس (عادل إمام) يعمل بمصنع أحذية ويقييم بغرفةٍ على سطح أحد المنازل برفقة زوجته دلال وابنه الصغير، ورغم حبهما الشديد لبعضهما البعض ينفصل عن زوجته بسبب هوايته المفضلة وهي ممارسة كرة القدم (الشراب) في الشوارع والساحات الشعبية مقابل المراهنات، حيث يُفصل من عمله لإهماله الشديد، يحاول فارس العودة لزوجته لكنها ترفض ذلك. فيعرض عليه صديقٌ قديمٌ يمتلك معرضًا للسيارات العمل معه فيوافق فارس ويعود لزوجته دلال ويواصلان حياتهما معًا لتربية ابنهما، يستمر فارس أيضًا في لعب الكرة (الشراب) ولكن تلك المرة بدون مراهنات.

## طاقم التمثيل
- عادل إمام في دور: فارس
- فردوس عبد الحميد في دور: دلال
- عبد الله فرغلي في دور: رزق الإسكندراني
- زيزي مصطفى في دور: عزيزة
- نجاح الموجي في دور: عبد الله
- فاروق يوسف في دور: شعبان
- صبري عبد المنعم في دور: الضابط
- حمدي الوزير في دور: محسن عبد الحكم

## وصلات خارجية
- مقالات تستعمل روابط فنية بلا صلة مع ويكي بيانات